# الصالة الفخرية للروك آند رول
الروك اند رول (بالإنجليزية Rock and Roll) متحف يقع على ضفاف بحيرة إيري في وسط مدينة كليفلاند، بولاية أوهايو، في الولايات المتحدة، مخصص لحفظ وتسجيل المحفوظات وتاريخ بعض الفنانين والمنتجين المشاهير والمعروفين، وغيرهم من الناس من الذين أثروا في طريق صناعة الموسيقى، وخاصة في مجال موسيقى الروك. يعتبر المتحف جزء من إعادة تطوير منطقة ميناءالمدينة الشمالي.

## المؤسسة والمتحف
كان «الروك اند رول» مؤسسة شهيرة تم إنشائها بتاريخ 20 أبريل 1983. ومع ذلك، لم تكن لديها مكان. نظرت لجنة لبحث في العديد من المدن، بما في ذلك مدينة ممفيس (في موقع أحد استوديوهات وتسجيل وثائق ستاكس Stax Records)، ومنزل سينسيناتي (منزل الوثائق الملكية)، في مدينة نيويورك، وكليفلاند. ضغطت كليفلاند بشدة لتكون هي الموقع المختار، وقدم بعض زعماءالمجتمع المدني في كليفلاند مبلغ 65 مليون دولار من الأموال العامة لتمويل البناء.و جمعوا حملة لتوقيع عريضة من قبل 600,000 وكانت من المشجعين لصالح كليفلاند ضد مدينة ممفيس، وصوت مجلس قاعة الشهرة لبناء متحف في كليفلاند.وربما كانت كليفلاند قد اختيرت لتكون موقع المنظمة لان المدينة تقدم أفضل صفقة مالية. أو لأن مصطلح روك آند رول ظهر للمرة الأولى في كليفلاند بواسطة الإذاعي آلن فريد في بداية الخمسينات من القرن الماضي، ولهذا السبب حظيت بشرف احتضان قاعة “روك آند رول للمشاهير” بعد منافسات شرسة. انشئ الهرم الزجاجي الضخم احتفاء بالمركز الأمريكي لموسيقا ال”روك آند رول” وعلى شرف هؤلاء الذين كان لهم دور مؤثر في الموسيقا الحديثة، وتخصص متحف روك آند رول المشاهير في استكشاف ماضي وحاضر ومستقبل الموسيقا ويفاخر المتحف بمقتنياته من الحرف الفنية الموسيقية التي يتجاوز عددها الآلاف وتم الحصول عليها من الفنانين وهواة جمع الأدوات الموسيقية من مختلف أنحاء العالم.وتم أفتتاح المتحف في 2 سبتمبر 1995، ويجري قطع الشريط من قبل الفرقة التي شملت يوكو أونو، وريتشارد ليتل، وغيرها.

## البناء
يتألف بناء المتحف من سبعة طوابق. فمن الطابق الأول حتى الطابق الخامس مخصص ليعرض فيه القطع والأعمال والوثائق التاريخية المؤقتة أو التي تم اقتراض بعضها لفترة قصيرة من الزمن، مثل جولة المشوه الذي عرض في عام 2007، وعرض لتذكارات من 12 عاما في جولة في الوجود، وغيرها من الأعمال والموسيقية الأخرى.
الطابق الثالث هو المكان الذي يقع في قاعة الفعلي للشهرة، ويتضمن جدار مع كل من التوقيعات وتسجيلات الزيارة. أما الطابق السابع والأخير من المبنى هو معرض مؤقت حيث تقام فيه المعارض التي تحتوي على مجموعة معينة لفنان ما لفترة من الزمن. ويعتبر أصغر قسم لأنه موجود في أعلى الهرم.

## وصلات خارجية
- الموقع الرسمي للمتحف (بالإنجليزية)
- Future Rock Legends قائمة بالفنانين المؤهلين
- Future Rock Legends الترتيب المؤهل للفنانين والفنانات في المستقبل